# Амаж
Амаж (фр. Amage) насеље је и општина у источној Француској у региону Франш-Конте, у департману Горња Саона која припада префектури Лир.
По подацима из 2011. године у општини је живело 330 становника, а густина насељености је износила 50,46 становника/km². Општина се простире на површини од 6,54 km². Налази се на средњој надморској висини од 353 метара (максималној 560 m, а минималној 334 m).

## Демографија
| 1962. | 1968. | 1975. | 1982. | 1990. | 1999. | 2011. |
| ----- | ----- | ----- | ----- | ----- | ----- | ----- |
| 230   | 208   | 200   | 228   | 242   | 293   | 330   |

График промене броја становника у току последњих година